# Рябиновка (Хотлянский сельсовет)
Рябиновка (бел. Рабі́наўка) — посёлок в Узденском районе Минской области Республики Беларусь. В составе Хотлянского сельсовета.

## География
Ближайшие населённые пункты Вишневка, Новый Путь и др.

## История
До 1 апреля 1960 года посёлок входил в состав Шацкого сельсовета.

## Население

### Численность
- 2019 год — 2 жителя

### Динамика
- 2009 год — 7 жителей (перепись населения)[3]
- 2019 год — 2 жителя (перепись населения)